# Juhan Paju
Juhan Paju (* 11. März 1939 in Tallinn; † 30. Juli 2003 in Haapsalu) war ein estnischer Schriftsteller und Journalist.

## Leben und Werk
Paju machte 1958 in Vändra Abitur und machte danach eine Ausbildung als Radiotechniker, bevor er von 1963 bis 1968 an der Universität Tartu Journalistik studierte. Er arbeitete anschließend am Kybernitikinstitut der Estnischen Akademie der Wissenschaften und später in verschiedenen anderen Anstellungen als Fotograf, Redakteur oder Abteilungsleiter. Von 1974 bis 1977 war er Leuchtturmwächter auf Hiiumaa.
Erste schriftstellerische Versuche reichen zurück in die 1950er Jahre, aber sein Buchdebüt mit einem Kriminalroman erfolgte erst 1990. Danach legte er eine Reihe von weiteren Krimis vor und füllte damit eine Lücke in der estnischen Literatur, da das Genre in Sowjetzeiten nicht wohlgelitten war. Er schloss sein Werk ab mit einem dreiteiligen Roman (Das Gut der Großmutter) über die wechselvolle Geschichte Estlands im Zweiten Weltkrieg, dem die Kritik einerseits „großes Lesevergnügen“ bescheinigte, der andererseits aber auch in die Nähe der Unterhaltungsliteratur gerückt wurde.
Juhan Paju war von 1961 bis 1990 Mitglied der KPdSU und seit 1994 Mitglied des Estnischen Schriftstellerverbandes.

## Bibliografie
- Haapsalu detektiiv ('Der Detektiv von Haapsalu'). Nastiku kirjastustalu, Vormsi 1990 (1991). 114 S.
- Hiromandi kokteil ('Cocktail der Handleserin'). Eesti Raamat, Tallinn 1991. 148 S.
- Kagupassaat ('Südostpassat'). A/S Velle, Kohtla-Järve 1991. 64 S.
- Sankt-Peterburgi viirastused ('Sankt Petersburger Trugbilder'). AS Hara, Tallinn 1993. 128 S.
- Surm Hundikaril ('Tod auf der Wolfsklippe'). Lääne Elu, Haapsaöu 1993. 94 S.
- Suur šantaazh ('Die große Erpressung'). AS Hara, Tallinn 1993. 201 S.
- Lasud kodutänaval ('Schüsse in der heimischen Straße'). Kupar, Tallinn 1995. 303 S. (Kupra kriminaalromaan)
- Katkenud romaan ('Der abgebrochene Roman'). Eesti Raamat, Tallinn 1997. 199 S.
- Hõõguv rist ('Das glühende Kreuz'). Eesti Raamat, Tallinn 1997. 254 S.
- Vanaema mõis. [I+II] ('Das Gut der Großmutter'). Varrak, Tallinn 1999. 255 S.
- Vanaema mõis. Teine raamat [III] ('Das Gut der Großmutter'). Varrak, Tallinn 2000. 263 S.
- Kadunud viiuldaja ('Der verschwundene Geiger'). Vastus, Tallinn 2001. 159 S.
- Kuuvalge õhtulaul ('Mondweißes Abendlied'). Anamneesia, Haapsalu 2001. 72 S.
- Mudasegaja armuke ('Die Geliebte des Schlammmischers'). Ersen, Tallinn 2003. 172 S.